# 风中的火焰
《风中的火焰》（英語：Let Wind Goes By，原名《天坑》）是一部2024年播出的中国大陆刑侦悬疑网络剧，由爱奇艺出品、霍尔果斯万年影业和索斯光影（宁夏）影视文化传媒有限公司联合制作出品，并由王景春、蒋奇明、杨采钰及吴晓亮领衔主演。此剧以中国宁夏北部的一座工矿小镇为故事背景，是「西部宇宙」系列的首部作品。2024年12月26日在爱奇艺迷雾剧场正式开播。

## 演员阵容
- 王景春 饰演 褚志强

即将退休的矿镇刑警队老刑警，看似油嘴滑舌、精明世故，实则正义执着，经验丰富、思维细致。因9年前未破案件心怀愧疚而申请推迟退休，他与新上任的队长张韬搭档，一心要侦破跨越10年的悬案。
- 蒋奇明 饰演 刘白

曾经是个充满理想抱负的少年，后因父亲之事殴打受害人家属而入狱十年。出狱后精神颓丧、防备心重，与外界脱节。面对过去的恩怨和重新浮现的案件，他在现实与过往中挣扎。
- 杨采钰 饰演 梅苇

五官精致、性格隐忍坚韧，高考后因家境贫寒、父母反对其上大学而外出打工，数年后偶遇高中好友雷富贵而回到兰州经营一家婚纱店。她与刘白、雷富贵有情感纠葛和秘密的过往，在案件调查过程中，其内心的挣扎与算计不断展现。
- 吴晓亮 饰演 张韬

新上任的矿镇刑警队队长，曾是市公安局局长的女婿，因工作过失而被下调。初来乍到时经验不足，被老刑警褚志强教育，后在破案过程中逐渐成长，与褚志强携手追寻真相。
- 黄澄澄 饰演 雷富贵

外表刚硬、处世八面玲珑，性格质朴但也自私虚伪。10年前目睹好友悲剧却隐瞒真相并拿走赃款，后以此发家，与梅苇相互利用。
- 谭凯 饰演 雷长田，雷富贵的二叔。
- 董向荣 饰演 刘波，刘白的父亲，被怀疑是1994年“八·一三”矿镇抢劫杀人案的主犯。
- 尤靖茹 饰演 万雪峥，张韬的前妻，市公安局刑侦技术人员。
- 张晶伟 饰演 徐骁，雷富贵的妹夫和生意伙伴。
- 赵浩闳 饰演 梅强，梅苇的弟弟，吊儿郎当，不务正业。
- 王佳宇 饰演 刘莉
- 苏鑫 饰演 朱宁兴，矿镇刑警队刑警。
- 姜峰 饰演 马鑫
- 周浩东 饰演 林志军
- 张奕聪 饰演 林崇文

刘白、梅苇和雷富贵的高中同学，“八·一三”案受害者之子，试图揭发雷富贵的恶行失败而被其杀害。
- 王亚军 饰演 褚洁，褚志强的姐姐。

## 制作
该剧于2023年9月28日在宁夏石嘴山市大武口区开机，并在4个月后于2024年1月正式杀青。

## 原声带
| 曲序 | 曲目                     |        | 作曲   | 製作人 | 演唱   |
| ---- | ------------------------ | ------ | ------ | ------ | ------ |
| 1.   | 我曾经穿过黑夜（主题曲） | 唐野树 | 田贺铭 | 卢子健 | 刘宇宁 |
| 2.   | 归期未定（插曲）         | 赖伟锋 | 赖伟锋 | 赖伟锋 | 吳曉亮 |
| 3.   | 选择的背后（插曲）       | 曾咏欣 | 鄧智偉 | 邓智伟 | 金玟岐 |
| 4.   | 何故（插曲）             | 赖伟锋 | 赖伟锋 | 赖伟锋 | 亚森   |